# Stelchno
Stelchno – jezioro w woj. kujawsko-pomorskim, w powiecie świeckim, w gminie Jeżewo, leżące na terenie Wysoczyzny Świeckiej.
Nad jeziorem leżą wsie Skrzynki i Borce.
Jezioro ma nieregularny, kształt i częściowo zalesione brzegi.

## Dane morfometryczne
Powierzchnia zwierciadła wody według różnych źródeł wynosi od 151,0 ha do 154,5 ha.
Zwierciadło wody położone jest na wysokości 79,2 m n.p.m. lub 79,0 m n.p.m. Średnia głębokość jeziora wynosi 5,1 m, natomiast głębokość maksymalna 10,3 m lub 10,1 m.
W oparciu o badania przeprowadzone w 2005 roku wody jeziora zaliczono do I klasy czystości i II kategorii podatności na degradację.
W roku 1997 wody jeziora zaliczono do wód II klasy czystości.